# マーヴィン・マティプ
マーヴィン・マティプ（Marvin Matip 、1985年9月25日 - ）は、ドイツ・ボーフム出身でカメルーン国籍の元プロサッカー選手。元カメルーン代表。現役時代のポジションは、ディフェンダー。

## 経歴

### クラブ
地元クラブのVfLボーフムでキャリアをスタート。2005年に1.FCケルンに移籍。2010年2月、カールスルーエSCにレンタル移籍。

### 代表
2005 FIFAワールドユース選手権やUEFA U-21欧州選手権2006はドイツ代表として参加したが、2007年にカメルーン代表への変更を表明した。書類手続きの関係でデビューが遅れたが、2013年6月の親善試合・ウクライナ代表戦でようやく出場がかなった。

## 人物
カメルーン人の父とドイツ人の母との間に生まれる。
父ジャンと弟ジョエル、従兄弟のジョゼフ＝デジレ・ジョブは全員サッカー選手である。